# White Trash, Two Heebs and a Bean
White Trash, Two Heebs and a Bean is het vierde studioalbum van de Amerikaanse punkband NOFX. Het is het eerste studioalbum met gitarist El Hefe.

## Achtergrond
Verschillende nummers van het album zijn gebruikt in de film The Chase. "Please Play This Song on the Radio" speelt tijdens de aftiteling.
Videoclips zijn gemaakt voor de nummers "Stickin in My Eye" en "Bob".

### Titel
Het album zou eerst White Trash, Two Kikes, And A Spic heten, maar de oma van gitarist Eric Melvin vond de naam te beledigend toen ze hem hoorde, dus veranderde de band de naam in de huidige albumtitel. Beide titels verwijzen naar etnische achtergronden van de bandleden. "White trash" slaat op drummer Erik Sandin. White trash is Engels voor een minder gegoede blanke (vrij vertaald). "Two kikes" en "two heebs" slaan op zanger/bassist Fat Mike en gitarist Eric Melvin. Het zijn beide beledigende woorden voor joden. "A spic" en "a bean" slaan op gitarist El Hefe, het zijn ook enigszins beledigende woorden voor iemand met een Hispanic afkomst.

## Nummers
Alle nummers zijn geschreven door Fat Mike, behalve het nummer "Straight Edge", dat oorspronkelijk geschreven is door de hardcorepunkband Minor Threat.
1. "Soul Doubt" - 2:46
2. "Stickin in My Eye" - 2:24
3. "Bob" - 2:02
4. "You're Bleeding" - 2:12
5. "Straight Edge" - 2:11
6. "Liza and Louise" - 2:22
7. "The Bag" - 2:46
8. "Please Play This Song on the Radio" - 2:16
9. "Warm" - 3:30
10. "I Wanna Be Your Baby" - 2:56
11. "Johnny Appleseed" - 2:37
12. "She's Gone" - 2:56
13. "Buggley Eyes" - 1:21

## Personeel
- Fat Mike - basgitaar, componist, zang, producer
- Eric Melvin - gitaar, producer
- Erik Ghint - drums, producer
- El Hefe - gitaar, trompet, zang, producer
- Mike Lavella - achtergrondzang, stemmen
- Donnell Cameron - producer, techniek
- Bob Geller - techniek
- MW - art direction, ontwerp
- Joe Peccerillo - techniek
- Eddy Schreyer - masteren
- Dan Winters - fotografie